# 迪路茲 (加利福尼亞州)
迪路茲（英語：De Luz）是位於美國加利福尼亞州聖地牙哥縣的一個非建制地區。該地的面積和人口皆未知。

## 地理
迪路茲的座標為33°26′13″N 117°19′28″W / 33.43694°N 117.32444°W，而該地的平均海拔高度為1 11米（即364英尺）。